# 洞仙歌
洞仙歌，词牌名。亦称《洞仙歌令》、《羽仙歌》、《洞仙词》、《洞中仙》、《洞仙歌慢》。唐教坊曲名。原用以咏洞府神仙。有中调和长调两体。
本调（中调）八十三字，

## 词牌格式
平平仄仄，仄平平仄仄。仄仄平平仄平仄。仄平平，仄仄平仄平平，平仄仄、仄仄平平仄仄。
平平平仄仄，仄仄平平，仄仄平平仄平仄。仄仄仄平平，仄仄平平，平平仄、平平仄仄。
仄仄仄、平平仄平平，仄平仄平平，仄平平仄。

## 例词
苏轼
冰肌玉骨，自清凉无汗。水殿风来暗香满。绣帘开，一点明月窥人，人未寝，欹枕钗横鬓乱。
起来携素手，庭户无声，时见疏星渡河汉。试问夜如何？夜已三更，金波淡，玉绳低转。
但屈指西风几时来，又不道，流年暗中偷换。
辛弃疾
作贤愚相去，算其间能几。差以毫厘缪千里。细思量义利，舜跖之分，孳孳者，等是鸡鸣而起。
味甘终易坏，岁晚还知，君子之交淡如水。一饷聚飞蚊，其响如雷，深自觉、昨非今是。
羡安乐窝中泰和汤，更剧饮，无过半醺而已。
1. ↑  仆七岁时，见眉州老尼，姓朱，忘其名，年九十岁。自言尝随其师入蜀主孟昶宫中，一日大热，蜀主与花蕊夫人夜纳凉摩诃池上，作一词，朱具能记之。今四十年，朱已死久矣，人无知此词者，但记其首两句，暇日寻味，岂《洞仙歌》令乎？乃为足之云。